# Godfather (coquetel)
O Godfather é uma bebida alcoólica, ou um coquetel feito com as bebidas uísque escocês e amaretto. Tipicamente, a bebida é servida com gelo em um copo de vidro do tipo old fashioned. O coquetel é classificado pela International Bartenders Association (IBA) como um "clássico e contemporâneo" e ideal para consumo após uma refeição.

## História
O Godfather é um coquetel relativamente recente, porém sua origem não é esclarecida. Os primeiros cardápios com o nome da bebida apareceram na década de 1970. O fabricante da Disaronno, marca dominante de amaretto nos Estados Unidos na década de 1970, nega a criação do Godfather, apesar do coquetel ter contribuído para a popularização do amaretto Disaronno.
Assim como ocorre com outros coqueteis, a origem do nome do Godfather, que em inglês significa padrinho, é incerta. O fabricante da marca Disaronno alega que a bebida era o coquetel favorito do ator norte-americano Marlon Brando, conhecido por atuar como o personagem titular da adaptação do romance The Godfather de Mario Puzo, que apresenta a máfia italiana nos Estados Unidos. Outra explicação é que o nome pode ser uma alusão ao uso do amaretto, um licor italiano, para a preparação do coquetel.
Na página oficial da IBA, o nome da bebida aparece escrito com duas palavras separadas: "God Father".

## Receita
A receita do coquetel é simples e minimalista e não exige experiência para sua manipulação. Por conter apenas dois ingredientes alcoólicos, é considerado um "duo". Segundo a IBA, o coquetel é de consumo pós-janta e possui a seguinte receita:
- 35 ml de uísque escocês;
- 35 ml de amaretto.

Despeje todos os ingredientes diretamente num copo do tipo old fashioned, cheio de cubos de gelo. Agite suavemente.

## Variações
O fabricante Disaronno recomenda uma razão de 1:2 de amaretto para whisky (25 ml de amaretto para 50 ml de uísque) enquanto a receita da IBA especifica uma razão de 1:1 (35 ml de cada). Outros tipos de uísque, como o Bourbon, podem ser usados em substituição ao uísque escocês.
Godmother: A substituição do uísque por vodca dá origem a outro coquetel clássico chamado Godmother.
French Connection: O French Connection pode ser considerado uma variação do Godfather por substituir uísque por conhaque.
Godchild: O Godchild é uma variação do Godfather pois substitui o uísque por creme, o que deixa a bebida muito menos alcoólica.
Godson: O acréscimo de creme claro aos ingredientes do Godfather dá origem ao coquetel Godson.
Goddaughter: Assim como o Godson, o Goddaughter é feito com creme, porém substitui-se o uísque por vodca, com o acréscimo de creme claro dá origem ao coquetel Goddaughter.
Jack's Godfather: O Jack's father é preparado com uísque, amaretto e Coca-Cola.
Brooklyn Godfather:  O Brooklyn Godfather é preparado com 60 ml de uísque, 15 ml de amaretto, 15 ml de vermute extra-seco e 7,5 ml de vermute vermelho doce.
Toasted Old Fashioned Godfather: O Toasted Old Fashioned Godfather é preparado com 30 ml de uísque de centeio, 30 ml de Bourbon, 15 ml de amaretto e dois dashes (aproximadamente 2 ml) de Angostura.